# Quileute

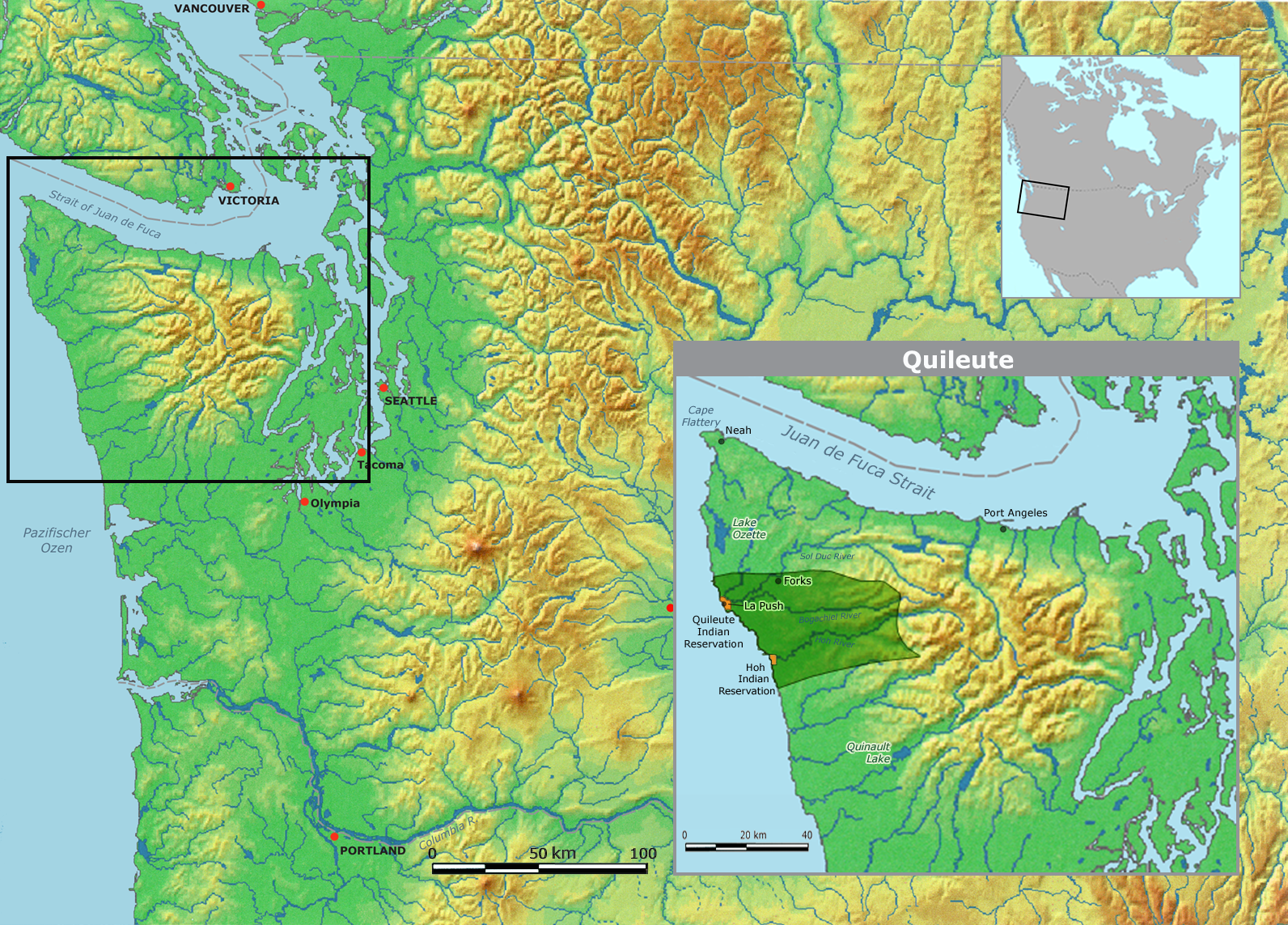
Traditionelles Territorium und heutige Reservation der Quileute

Die Quileute [kwɪlɨjuːt] (auch Quillayute /kwɨˈleɪjuːt/ oder Qiliyútk) sind ein im US-Bundesstaat Washington lebender indianischer Stamm. Seit 1889 leben sie in einem Reservat im Westen der Olympic Peninsula. Der Stamm zählte 2009 rund 750 Mitglieder.
Die Bezeichnung Quilliute kommt von kʷoʔlí·yot’ [kʷoʔléːjotʼ] und soll einfach „Name“ bedeuten, womit nach Edward Curtis ursprünglich die Bewohner des Dorfes Ziliyut bezeichnet wurden, des heutigen La Push an der Mündung des Quillayute River. Dort leben heute die meisten Quileute, nämlich rund 400.
Zu den Quileuten gehören kann nach Auffassung des Stamms nur, wer im Reservat geboren ist und wessen Vater oder Mutter bereits zum Stamm gehörte.

## Sprache
Die Sprache der Quileute gehört zu den Chimakuan-Sprachen, einer sehr kleinen Sprachfamilie, zu der bis ins 19. Jahrhundert noch die Chimakum gehörten. Die Sprache der Quileute gehört also weder zur sprachlich-kulturellen Gruppe der Küsten-Salish wie ihre Nachbarn im Osten und Süden noch den Wakash sprechenden Makah im Norden, die die einzige Nuu-chah-nulth-Gruppe in den USA darstellen.

### Phonologie
Quileute ist berühmt für das Fehlen von Nasalen wie [m] und [n] oder nasalierten Vokalen. Quileute ist eine polysynthetische Sprache und Wörter können sehr lang sein.
Quileute besitzt drei Vokale: /e/, /a/, /o/ lang und kurz, (ausgesprochen [i], [ə], [o] in kurzen, nicht-tonalen Silben) sowie /æː/, das nur lang vorkommt. Die Betonung liegt historisch auf der vorletzten Silbe, aber dies wird nicht mehr so streng durchgehalten. Die folgenden Konsonanten sind selten: (t͡ɬ und ɡ)
|               |           | Bilabial | Alveolar | Alveolar | Palatal      | Velar | Velar        | Uvular | Uvular | Glottal |
|               | zentral   | lateral  |          | voll     | labialisiert | voll  | labialisiert |        |        |         |
| Plosive       | stimmlos  | p        | t        |          |              | k     | kʷ           | q      | qʷ     | ʔ       |
| Plosive       | stimmhaft | b        | d        |          |              | (ɡ)   |              |        |        |         |
| Plosive       | ejektiv   | pʼ       | tʼ       |          |              | kʼ    | kʼʷ          | qʼ     | qʼʷ    |         |
| Affrikaten    | stimmlos  |          | t͡s       | (t͡ɬ)     | t͡ʃ           |       |              |        |        |         |
| Affrikaten    | ejektiv   |          | t͡sʼ      | t͡ɬʼ      | t͡ʃʼ          |       |              |        |        |         |
| Frikative     |           |          | s        | ɬ        | ʃ            | x     | xʷ           | χ      | χʷ     | h       |
| Approximanten |           |          |          | l        | j            |       | w            |        |        |         |

### Morphologie
Quileute zeigt ein Präfixsystem, das sich ändert, je nach den physischen Eigenschaften der angesprochenen Person. Wenn man eine schielende Person anspricht, wird jedes Wort mit dem Präfix [ƛ-] versehen. Wenn man mit einem buckeligen Menschen kommuniziert, wird das Präfix /c̀-/ benutzt. Zusätzliche Präfixe werden benutzt für kleine Männer (/s-/), lustige Menschen (/čk/) und Menschen, die Schwierigkeiten beim Laufen haben (/čχ̣/).

### Sprachsituation heute
Nur wenige der Älteren sprechen noch ihre Muttersprache, doch werden die Grundlagen in der Quileute Tribal School unterrichtet. 2008 sprachen noch drei bis vier Menschen die Sprache der Quileute als Muttersprache. Jay Powell, Anthropologe, und seine Frau Vickie Jensen führen mit kleinen Gruppen Crashkurse durch.
 Am 22. Februar 2008 veröffentlichten die beiden zu dieser Sprache das erste Wörterbuch, das 14.000 Vokabeln enthält. Als sie 1968 ihre Arbeit bei dem Stamm aufnahmen, sprachen noch 50 der 650 Stammesangehörigen ihre Sprache. Powell war als Student der University of Hawaii zu Fred „Woody“ Woodruff gekommen, einem der besagten rund 50 verbliebenen Quileute-Sprecher, der ihm die Sprache beibrachte.

## Geschichte

### Frühgeschichte
Die Quileute-Dörfer bestanden aus Langhäusern und erstreckten sich über rund 50 km am Quillayute River. Wie die meisten Stämme im Nordwesten, lebten die Quileute überwiegend von Lachs, jagten aber auch, wie die benachbarten Makah, von denen sie wohl Kenntnisse und Waffen erwarben, Wale. Diese Fertigkeiten gaben sie, trotz erheblicher sprachlicher Hürden, an die benachbarten Quinault weiter. Zudem galten sie als erfahrene Robbenjäger. Darüber hinaus nutzten sie die riesigen Wälder des äußerst regenreichen Gebiets, um dort im Juli Großwild, wie etwa Elche zu jagen. Das Holz bot ihnen zudem das Grundmaterial für Werkzeuge, Waffen, Kleidung und Baumaterialien.

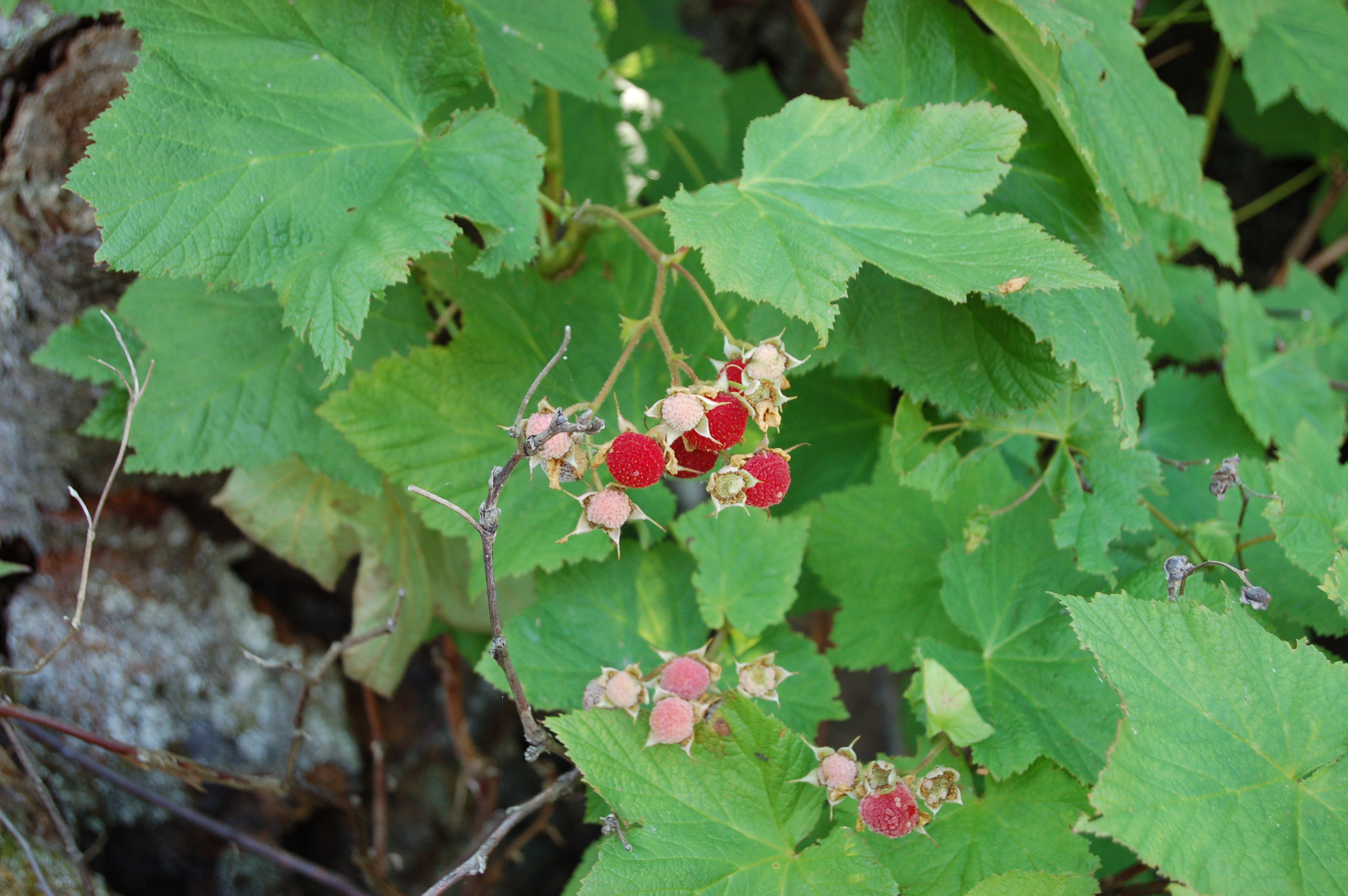
Thimbleberry (Rubus parviflorus)

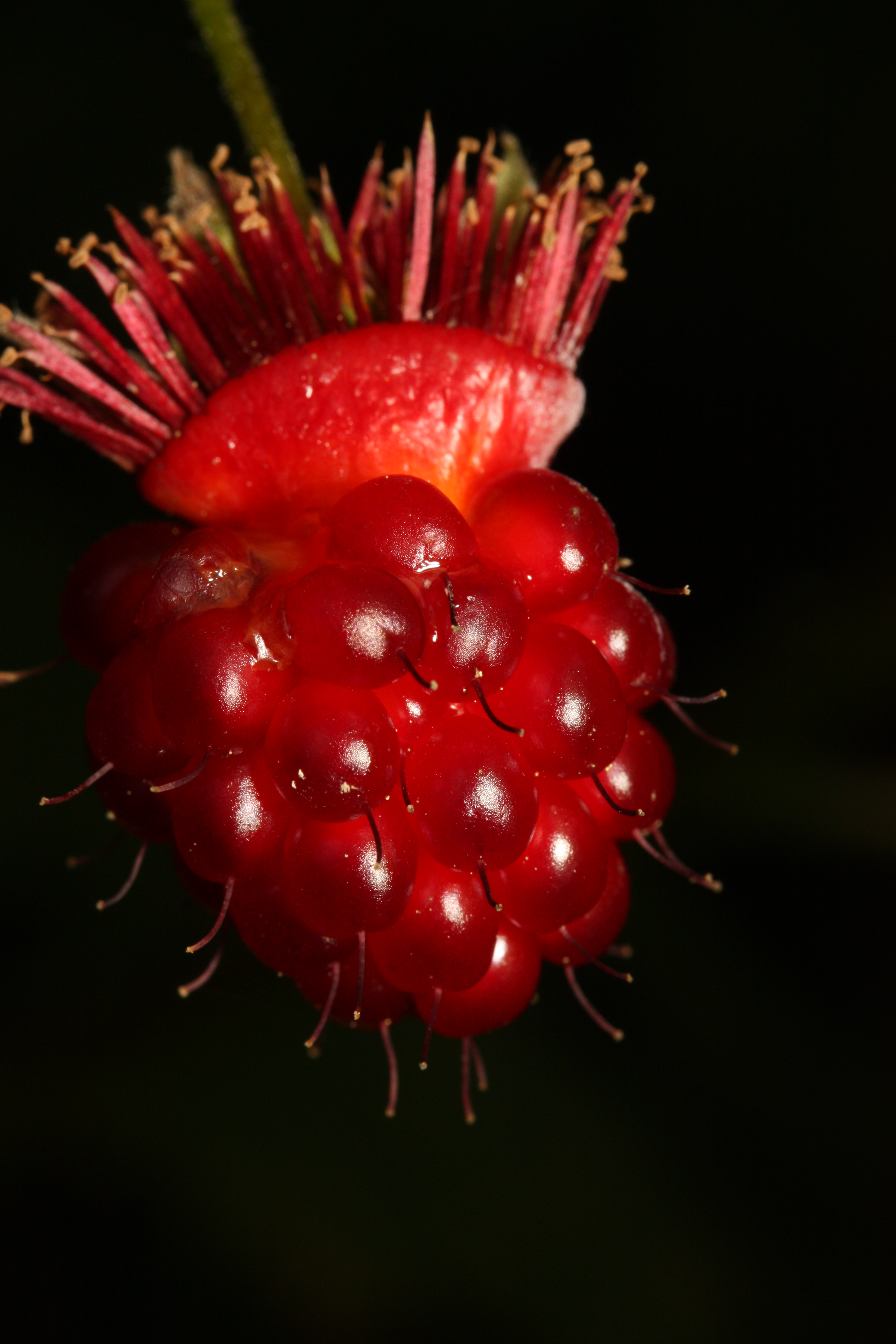
Salmon Berry (Rubus spectabilis)

Andererseits sorgten sie durch regelmäßiges Abbrennen größerer Areals für den Erhalt einer prärieartigen Landschaft, in der essbare Pflanzen wuchsen, um so die Rhizome der Essbaren Prärielilien oder des Gebänderten Saumfarns (pteris vittata) zu ernten, wobei aus letzteren eine Art Brot gebacken wurde. Ob diese Brandstrategie angewandt wurde, um leichter im offenen Gelände Elche oder Hirsche jagen zu können, oder aber um Farn zugunsten von Prärielilien, die Camas genannt wurden, zu verdrängen, ist unklar. Wahrscheinlich war es eine Frage der Jahreszeit und der Vorlieben. In jedem Falle durfte das Feuer nicht die Beerenernte stören, so dass wohl erst ab September das Feuer zum Einsatz kam. Zu diesen Beeren zählte die Prachthimbeere (salmon berry), die Thimbleberry (Rubus parviflorus), Cow Parsnip (Heracleum maximum, auch Indian Celery genannt) oder aber Riesen-Schachtelhalm (Equisetum telmateia subsp. braunii, giant horsetail genannt). Von besonderer Bedeutung waren verschiedene Grasarten, aus denen die für Seefahrer wichtigen Kopfbedeckungen hergestellt wurden, Hüte, die für die gesamte pazifische Nordwestküste zwischen Kalifornien und Alaska kennzeichnend waren. Dabei standen neben Bärengras (Xerophyllum tenax, bear grass) verschiedene Gräser im Vordergrund, die unter dem Namen wild rye zusammengefasst wurden, und die dem Strandroggen ähnlich sind, sowie Carex abrupta, das swamp grass genannt wurde und eine Seggenart ist.
Nach ihrem Schöpfungsmythos verwandelte sie der Transformer Dokibat oder K'wati von Wölfen in Menschen. Die mit ihnen verwandten Chimakum wurden hingegen durch eine Flut bis nach Port Townsend fortgespült. Nach Curtis glaubten die Quileute, dass die Seelen der Toten in einem idealen Reich unter der Erde lebten, und dass einige Schamanen wussten, wo der Zugang zu diesem Reich zu finden war. Diese konnten daher Seelen zurückholen.
Ähnlich wie bei den nördlicheren Stämmen an der amerikanischen Pazifikküste, war die Gesellschaft in drei Gruppen geteilt, den Adel, einfache Stammesmitglieder und Sklaven. Letztere waren meist Kriegsgefangene und ihre Nachkommen. Dazu kamen sechs Gesellschaften: die der Fischer, der Elchjäger, der Walfänger, der Wettervorhersager, der Medizinmann und der Krieger. Letztere durften als einzige den Wolfstanz aufführen.
Sie glaubten an übernatürliche Kräfte und die jungen Leute suchten nach einem „Taxilit“, einer persönlichen Schutzmacht. Um die Lachse zur Rückkehr zu bewegen, wurde der erste Lachs nicht vollständig verspeist, sondern Kopf und Gräten wurden in einer Zeremonie zurückgegeben.

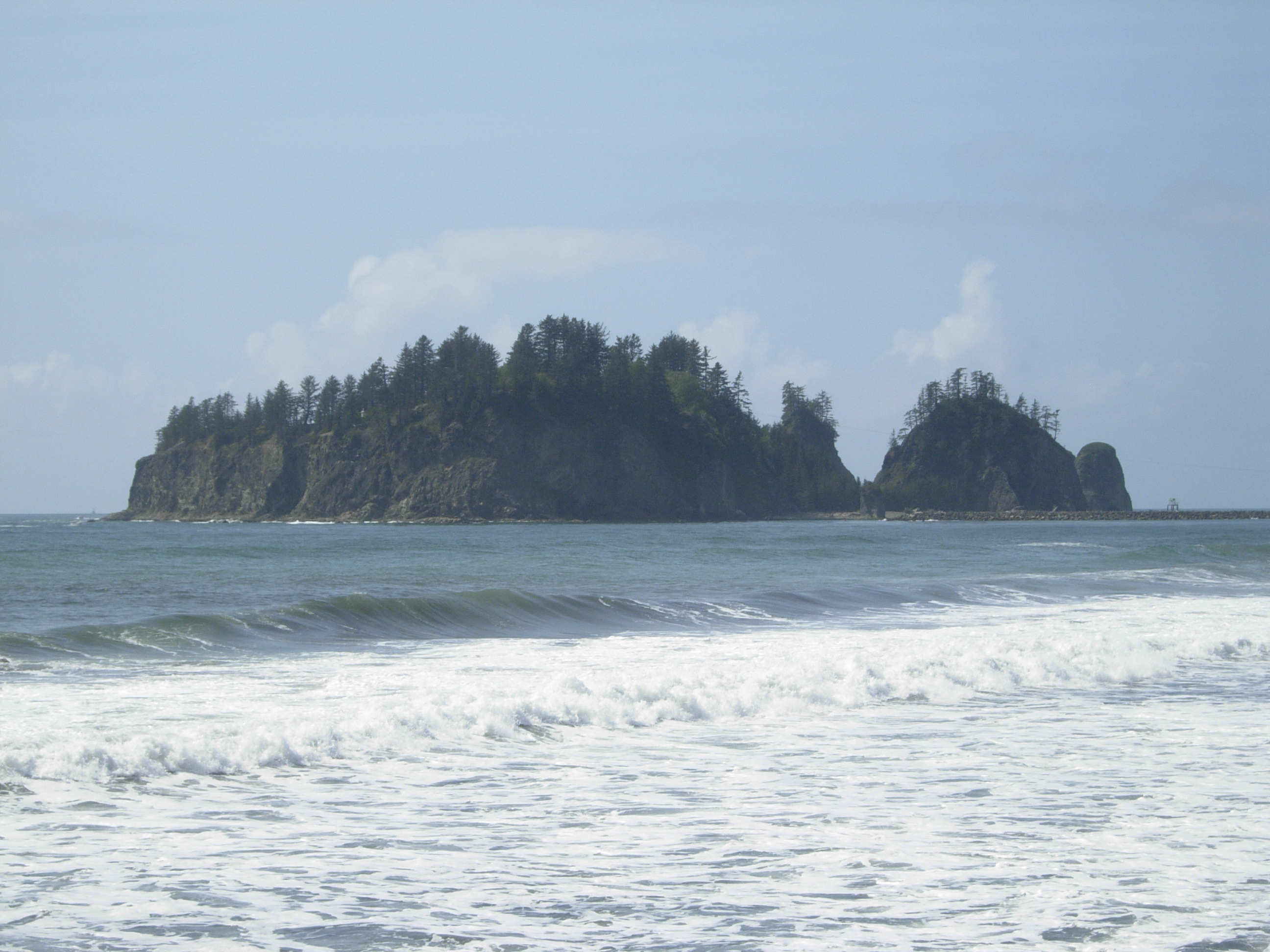
James Island vor der Küste Washingtons

Ihre Potlatch-Häuser erreichten Längen von über 100 m. Ihr Dorf auf James Island oder Akalat (Spitze der Felsen) war stark befestigt, wie John Meares 1788 berichtet.
Seit der Ausrottung der Chimakum durch die Krieger der Suquamish unter Häuptling Seattle in den 1860er Jahren ist das Quileute die letzte Sprache dieser Familie. Über die sprachlichen Grenzen hinweg unterhielt ihr Adel verwandtschaftliche Beziehungen zu den Makah im Norden, die zu den Nuu-chah-nulth gehören, und zu den Klallam und Quinault, die zu den Küsten-Salish gehören. Auch das Potlatch wurde mit ihnen geteilt, wie auch der Handel florierte. Ihre bis zu 20 m langen Kanus konnten über drei Tonnen durch den Pazifik tragen. Zu den Handelsgütern zählten Decken aus Hundehaar. Aus Baumfasern stellten sie regenfeste Hüte und Kleidung her.
In der Überlieferung finden sich Spuren von Spaniern, die unter den Quileute lebten, und im Mai 1792 handelten sie mit Robert Gray, dem ersten amerikanischen Weltumsegler.

### Russischer Expansionsversuch
1808 suchte ein russisches Schiff der Russisch-Amerikanischen Kompagnie namens Sv. Nikolai unter Kapitän Nikolai Isaakovich Bulygin nach einer Möglichkeit, in Oregon einen Handelsposten einzurichten. Widrige Winde trieben das Schiff vor die Küste des späteren Washington, wo sich ihnen Indianer in bis zu hundert Kanus näherten. Ein Sturm trieb das Schiff in die Nähe von Destruction Island, wo es am 1. November havarierte.
Zwanzig Überlebende, darunter die Frau des Kapitäns Anna Petrovna Bulygin, erreichten das Festland. Die Überlebenden hofften, das mehr als 100 km entfernte Grays Harbor zu Fuß zu erreichen, wurden jedoch von den Quileute oder Hoh am Hoh River gefangen genommen.

Bulygins Frau, Maria, ein junger Russe namens Filip Kotelnikov und Yakov, ein Aleute gerieten zuerst in Gefangenschaft. Die übrigen Männer versuchten vergebens den Fluss zu überqueren und zogen flussaufwärts, um im Hinterland zu überwintern. Erst im Februar 1809 sahen sie die Gefangenen erneut. Anna Bulygin wollte sich den Russen nicht wieder anschließen, sondern bei den Quileute bleiben. Die anderen drei waren auf verschiedene Stämme verteilt worden und fünf weitere Männer ließen sich überzeugen, sich der Obhut der Quileute zu unterstellen. Ihren europäische Kleider tragenden Führer nannten die Russen Yutramaki. Die übrigen fielen in die Hand anderer Stämme, unter ihnen die der Makah, wo sie eingetauscht oder weiterverschenkt wurden. Im Mai 1811 nahm Kapitän J. Brown aus Boston zwölf der Seeleute an Bord seines Schiffes Lydia. Was aus den übrigen, vor allem Unangan, und der Frau des Kapitäns geworden ist, ist unklar. Der junge Filip soll bei einem weiter entfernt lebenden Stamm geblieben sein.

### Auseinandersetzungen mit den Nachbarn
Bei Auseinandersetzungen verließen die Quileute notfalls ihr Dorf, und verschanzten sich auf James Island. Ihr letzter überlieferter Krieg war der gegen eine Koalition aus Chinook und Clatsop, die sie an der Grays Harbor besiegten.
Auch mit den Makah kam es zu Kriegen bis in die zweite Hälfte des 19. Jahrhunderts. So stritten sie um 1845 mit den Ozette und Makah, die sich in einen Hinterhalt gelegt hatten, bei dem sie vier Männer töteten und einen gefangen nahmen. Schon die russischen Berichterstatter erwähnen, dass es immer wieder zu Nahrungsmangel kam, und in den 1840er Jahren litten sie erneut schwer unter Hunger.
Edward Curtis berichtet von einem legendären Quileute-Krieger, der, nachdem einige Jungen eine Gruppe von Makah beleidigt hatten, zur Versöhnung mit ihnen nach Neah Bay fuhr. Dort wurden sie festlich empfangen, doch handelte es sich nur um eine Falle. Die Makah-Krieger erschossen die Tänzer im Haus eines Häuptlings, nur der Krieger Kihlabuhlup ergriff sein Gewehr und schoss zurück. Dann griff er zu seinem Messer und seine Gegner ergriffen die Flucht. Als er allein war, grub er sich in der Nähe des Hauseingangs ein, wartete, bis einer der Makah bewaffnet mit einem Gewehr ins Haus ging, sprang hinter ihm auf und stach ihn nieder. Dies gelang ihm auch beim nächsten Versuch. Die Makah verlegten sich aufs Warten, so dass Kihlabuhlup sich zu einem Fluchtversuch gezwungen sah, bei dem seine Feinde ihn erschossen.
Als sie dem Toten die Decke abnahmen, sahen sie Abdrücke von den Gewehrkugeln auf seiner Haut. Als sie ihn aufschnitten, sahen sie, dass sein Herz von Haaren umhüllt war. Wie bei den anderen Quileute steckte man seinen Kopf auf einen Pfahl, der Körper wurde am Strand begraben.
Doch in der folgenden Nacht hörten sie das Heulen von Wölfen am Strand. Am nächsten Morgen sahen sie, dass die Wölfe die Toten nicht angerührt hatten, nur der von Kihlabuhlup fehlte. Von ihnen hatte er die übernatürliche Kampfkraft.

### Handelsbeziehungen
Auch wenn Kampf und Misstrauen länger im Gedächtnis bleiben, als die viel längeren Phasen friedlichen Austausches, so spielte dieser doch eine wesentliche Rolle in den nachbarlichen Beziehungen. Makah und Ozette tauschten ihre Decken, die sie von anderen Nuu-chah-nulth oder Küsten-Salish, später der Hudson’s Bay Company, eingetauscht hatten, sowie Dentalia-Muscheln, gegen Essbare Prärielilien (Camas) oder Walprodukte, wie Fleisch und Fett. Camas und Dentalia waren wiederum bei den Quinault begehrt, die getrockneten Lachs anboten.

### Verträge mit den USA
Als Michael T. Simmons, der vom Gouverneur beauftragte Indianeragent 1855 bei den Quinault erschien, endete eine Phase der relativen Isoliertheit. Mit dem Vertrag vom Quinault River vom 1. Juli 1855 wurde dem Stamm ein Reservat zugewiesen. Am 25. Januar 1856 unterzeichnete eine Delegation unter Häuptling How-yat'l oder How yaks und zwei vom Indianeragenten ausgesuchten, so genannten Unterhäuptlingen (sub-chiefs) namens Tha-ah-ha-wht'l und Kal-lape, den Vertrag von Olympia. Entsprechend diesem Vertrag mit den USA sollte der Stamm nach Taholah ziehen, was den Unterzeichnern offenbar nicht klar war. Sie sahen sich dementsprechend nicht veranlasst, in ein Reservat zu ziehen und blieben in ihrer Heimat. Daher blieb der Gouverneur des Washington-Territoriuma Isaac Stevens als „good white man“ im Gedächtnis des Stammes – im Gegensatz zur Erinnerung der anderen Stämme des Territoriums.
Nachdem 1863 bei den Makah eine Indianeragentur eingerichtet worden war, entstand im folgenden Jahr eine bei den Quileute. Die zuständige Verwaltung saß mal in Taholah, mal in Neah Bay.
1866 sollten zwanzig Soldaten zu den Quileute ziehen, um drei Indianer zu verhaften, denen der Mord an einem weißen Siedler zur Last gelegt wurde. Bei der Gelegenheit wurden zehn weitere Männer verhaftet, denen man Sklavenhandel – der gerade im Vorjahr nach einem mehrjährigen Krieg in den USA abgeschafft worden war – und einen weiteren, mehrere Jahre zurückliegenden Mord vorwarf. Sie wurden nach Fort Stellacoom verbracht, doch konnten sie 1867 fliehen.
Simmons kehrte 1879 zusammen mit dem Indianeragenten Charles Willoughby zurück, um die Häuptlinge zu befragen, ob sie in die Quinault Reservation gehen oder in ihrem Gebiet in La Push bleiben wollten. Die Anwesenden erklärten, sie hätten den Vertrag niemals unterzeichnet, wenn sie gewusst hätten, dass sie ihr Land abtreten sollten, ihre Jagdgründe, ihre Fischplätze und die Gebiete, in denen der Camas wächst, die Essbare Prärielilie. Der Indianeragent schlug vor, ein Reservat für die Quileute einzurichten, doch erfolgte keinerlei Reaktion seitens der Behörden.

### Reservat und Auseinandersetzungen mit Siedlern
Noch gravierender waren die Auseinandersetzungen mit weißen Siedlern ab etwa 1880. Diese versuchten ein „Quilehuyte Country“ einrichten zu lassen, und sie forderten im Kongress, die Indianer in ein Reservat zu verbannen.
Die Quileute sollten ins Reservat der Quinault ziehen, doch weigerten sie sich, obwohl 1873 dort ein Reservat eingerichtet wurde. Die weißen Siedler beschwerten sich 1882 vor allem über den „troublemaker“ Obi, einen Schamanen. Er sollte entfernt werden. Treibende Kraft war Dan Pullen, ein weißer Händler, der – so die eine Version – Obi durch den Bau eines Zauns provoziert hatte. Die beiden Männer waren in einen Streit geraten, bei dem der Schamane dem Siedler gedroht hatte. Clakishka, ein Führer der Quileute, hatte die beiden getrennt. Die andere Version, überliefert von Obis Tochter Julia Ob Bennett Lee, besagt, Pullen habe versucht, Obi von seinem Land zu vertreiben und es sich anzueignen, wie er es schon mit anderen Indianern bei LaPush getan hatte. Pullen habe Obi angegriffen, dessen Familie eingriff, wobei Obi zu einer Keule gegriffen und auf Pullen eingeschlagen habe. Nun wurde Obi durch seinen eigenen Sohn, der als Polizist in LaPush arbeitete, verhaftet. Er saß wahrscheinlich in Neah Bay für ein Jahr im Gefängnis. Der Indianeragent Oliver Wood berichtete drei Jahre später, Pullen bringe die Indianer gegen sich auf, weil er sie von ihrem Land vertrieb.
1882 oder 1883 erschien der erste Lehrer bei den Quileute, ein A. W. Smith, der zugleich Indianeragent war. Er gab den Quileute neue Namen, die er entweder aus der Bibel entnahm oder aus der amerikanischen Geschichte, er benannte sie aber auch nach Mitgliedern der eigenen Familie oder nach Indianeragenten. Ansonsten blieben sie relativ frei von Oppression und Dirigismus. Kurz nach 1882 schlossen sich einige Quileute der Indian Shaker Church an, einer bis heute bestehenden christlichen Kirche. 1888 zählte der Stamm nur noch 64 Mitglieder.
1889 brannte ein Siedler, der das Land reklamierte, sämtliche 26 Häuser des Reservats nieder – Dan Pullen, der Factor am lokalen Handelsposten, bestritt die Tat. Das Schlimmste dabei war der Verlust aller Werkzeuge, aller heiligen Gegenstände inklusive der Masken und der Verlust jeder materialen Erinnerungsmöglichkeit. Dies geschah, als sie in der Hopfenernte waren. Zwar wurde Pullens Antrag, das Land zu erhalten, abgewiesen, doch die Indianer mussten ihre Häuser nun auf staatlich festgelegten Grundstücken erbauen (lots), und es waren keine traditionellen Plankenhäuser mehr. Erst 1898 gelang es den Quileute bzw. dem Indianeragenten John P. McGlinn dafür zu sorgen, dass Pullen das Land verlassen musste.
Eine Executive Order von Präsident Benjamin Harrison sorgte 1889 für die Einrichtung des Reservats, das 837 Acre umfasste. Es lag jedoch an der Küste, in einem Bereich, der bei Sturm überschwemmt wurde. Es befindet sich heute im Südwesten des Clallam County an der Mündung des Quillayute River in den Pazifik. Hauptort ist La Push, dessen Name sich vom verballhornten la bouche, französisch „die Mündung“, ableitet. Anfangs umfasste es genau eine Quadratmeile mit 252 Einwohnern. Vier Jahre später erhielten die 71 Leute der benachbarten und verwandten Hoh ein eigenes Reservat. Die Quileute verzichteten auf 800.000 Acre traditionellen Gebiets, erhielten dafür aber die Zusicherung auf freie Jagd, Fischfang und Sammeln. Allerdings wurde das Abbrennen, das eine eigene Kulturlandschaft geschaffen hatte, fast unmöglich, so dass die gewohnten essbaren Pflanzen bald durch europäische, wie z. B. Karotten verdrängt wurden. Der Lehrer Albert Peagan, der 1905 die Kinder unterrichtete, berichtete, dass das aus Farnrhizomen gebackene Brot (fern-paste bread) kurz nach seiner Ankunft zu seinem Leidwesen nicht mehr gebacken wurde.

### Privatisierung des Landes, Raub der Lebensgrundlagen
1904 forderte man die Quileute auf, sich für den Erwerb ihres Landes, das in Siedlungseinheiten zerlegt wurde, zu bewerben. Schon 1892 hatte man die Quinault dazu aufgefordert. Doch 1906 verweigerte den Quileute ein entgegengesetztes Urteil ihren Besitz. Endgültig durchgesetzt wurden die allotments erst durch den Kongress und das Innenministerium am 4. März 1911. Doch sollte dieses Land, das galt auch für die Nachbarstämme, im Quinault-Reservat liegen. Bis 1928 wurde dieses Programm abgeschlossen, durch das 165 Quileute je 80 Acre Land erhielten, das kurz zuvor abgeholzt worden war. Eine holzwirtschaftliche Nutzung war damit auf Jahrzehnte unmöglich, zur traditionellen Lebensweise fehlten nun die wichtigsten Materialien. 1912 errichtete darüber hinaus ein Unternehmen eine Fischverarbeitungsfabrik am Fluss und vertrieb die Indianer von ihren traditionellen Fangstellen.
Edward Curtis besuchte den Stamm 1912. Seine Fotografien publizierte er vor dem Hintergrund seiner Auffassung, die Indianer seien eine „untergehende Rasse“, in einem Abschnitt des neunten Bandes seiner monumentalen Publikation zu den Nordamerikanischen Indianern. Darin berichtet er, dass zu dieser Zeit nur noch ein einziger Walfänger namens Yahatub lebte, der zu dieser Zeit etwa 77 Jahre alt war. Dieser berichtete, dass die Waljagd eine lange Vorbereitung erforderte. So zog er sich vor seiner ersten Jagd am Winteranfang zum zeremoniellen Waschen zurück. Dies geschah nachts, solange der Mond zunahm, jedoch tagsüber, wenn dieser abnahm. Dies tat Yahatub bis etwa Juni. Dabei betete er zu Tsikati (dem Universum) um Hilfe. Bis Oktober musste er sich zudem von Frauen fernhalten. Eine Vision teilte ihm mit, wann er auf Jagd gehen musste. Acht Männer bestiegen je eines der vier bis fünf Kanus, davon ruderten sechs, einer führte die Harpune, einer war Steuermann und saß am Heck. Auch wenn die rund 30 Männer das Opfer gemeinsam töteten, so gehörte es doch der Crew, der die erste Harpune gehörte, die den Wal getroffen hatte. Diese Harpune hatte eine Muschelspitze und bestand aus dem Holz der Kanadischen Eibe. Am Schaft war ein Band befestigt, an dessen Ende sich eine aufgeblasene Robbenhaut befand, so dass der getroffene Wal nicht tief tauchen konnte. Das tote Tier wurde zugenäht, damit es nicht voller Wasser lief und sank, und an den nächstbesten Strand gezogen, auch wenn dieser über 100 km entfernt war. Dort wurden Fleisch, Speck und Tran nach der Stammeshierarchie und dem Erfolg aufgeteilt. Das Fleisch wurde in Streifen geschnitten und in der Sonne oder über dem Feuer getrocknet.
Die Harpune kam auch bei der Robbenjagd zum Einsatz, doch diese Waffe wurde bald durch Gewehre abgelöst, was jedoch die Zahl der Tiere, die nötig waren, um den Stamm zu ernähren, erhöhte, denn viele getroffene Tiere gingen einfach unter.

### Eine kurzlebige Zeitung (1908 bis 1910)
Die Quileute brachten 1908 bis 1910 erstmals ihre Vorstellungen in einer Zeitung zu Gehör, dem Quileute Independent. Die Zeitung wurde ab 1908 von W.H. Hudson in La Push herausgebracht, der selbst dem Stamm angehörte. Hudson hatte die Chemawa Indian School bei Salem in Oregon besucht. Ab 1909 erschien das Blatt unter dem neuen Namen Quileute Chieftain, wovon noch sechs Ausgaben als Mikrofilm in der Bibliothek der University of Washington zu finden sind.
Der Herausgeber schrieb den überwiegenden Teil der Artikel selbst. Entsprechend der Trennung von seiner Familie, die Hudson wie die meisten Indianerkinder erleben musste, und der nachfolgenden Anpassung an den weißen Lebensstil, beschreibt er die Verhältnisse bei den Quileute eher aus der Perspektive seiner Erzieher. Trotz seines Drangs, die gelernten Standards und die christliche Religion zu verbreiten, war er aber stolz auf sein Volk. Dabei betrachtete er die Traditionen und die Kultur der Quileute als Hindernis für die in seinen Augen erstrebenswerte Assimilation. So stellte er die Rituale anlässlich des Weihnachtsfestes 1909, die die Älteren ausübten, in Gegensatz zur kulturell angepassteren Jugend. Er glaubte, sie könne nur so ihre Chancen nutzen. Das Mittel dazu war die gleiche Bildung, die er durchlaufen hatte. Er rechnete sogar vor, dass jeder Tag, den ein Kind in der Schule verbrachte, zehn Dollar wert sei, ein gebildeter Mann verdiene in seinem Leben 22.000 Dollar mehr, als ein ungebildeter. Darüber hinaus förderte er die Bildung eines Debattierclubs unter den Jungen. Ihm schwebte bereits ein Modell vor, das man heute Lebenslanges Lernen nennen würde.
In einem Beitrag mit dem Titel „Shaker Religion Among Indians“ vom 17. Dezember 1908 beschrieb Hudson den Glauben der Indian Shaker Church, die auf John Slocum zurückgeht. Ansonsten schreibt er über indigene Religionen nichts. Die Shaker waren in La Push zu dieser Zeit die einzige organisierte christliche Gruppe, Hudson hielt ihre ekstatische Art der Verehrung Gottes aber für unzivilisiert, ähnlich wie die Vertreter der Behörden, die drastische Restriktionen durchsetzten. Hudson beklagt, dass keine protestantische Kirche bestehe, und dass noch nicht einmal ein Missionar gekommen sei. Einer der Autoren, die für die Zeitung schrieben, war ein Jim Ward, ebenfalls ein Quileute. Er meinte, die Indianer könnten mittlerweile alles tun, was Weiße können, und dass man sich nicht daran orientieren sollte, dass andere Indianer ihre Traditionen stärken wollten.

### Selbstregierung
Im Rahmen ihrer geringen Möglichkeiten setzten sich die Quileute zur Wehr, indem sie sich bildeten. 1927 musste der Stamm jedoch ein eigenes Schulprojekt in La Push wieder aufgeben.
Mit dem Jahr 1934 änderte die US-Regierung ihre Indianerpolitik erneut. Der Stamm akzeptierte am 24. Juli 1937 den Indian Reorganization Act und gab sich eine Verfassung und eine begrenzte Selbstregierung (self government). Das Innenministerium erließ im Gegenzug die Corporate Charter of the Quileute Indian Tribe. Die interne Regierung hieß nun Quileute Tribal Council. Dieser Rat wählte die politischen Führer unter sich aus. Der Stamm erkennt traditionelle Häuptlinge nicht offiziell an, obwohl einige Gruppen von traditionellen Häuptlingen geführt werden, die bis heute nach überkommenen Ritualen ausgewählt und in ihr Amt eingeführt werden.
Nach und nach erhielt der Stamm das Recht, Landverkäufe zu untersagen. Er konnte nun von Nicht-Quileute, die auf Stammesgebiet ein Geschäft führten, Steuern erheben, einen Gerichtshof einrichten, im Reservat für Recht und Gesetz sorgen und Besucher seiner Rechtshoheit unterwerfen. 22 Männer dienten während des Zweiten Weltkriegs in der Armee der Vereinigten Staaten.
1963 erhielt der Stamm einen Ausgleich für den Verlust von 900 Quadratmeilen Land, das er in den ersten Verträgen hatte aufgeben müssen, und für das die Kompensation viel zu niedrig war. Quinault, Queet und Hoh hatten seinerzeit zusammen 25.000 Dollar bekommen. Nun wurden Hoh und Quileute 112.152,60 Dollar für 688.000 Acre zugesprochen (17. April 1963). Seit 1975 umfasst das nicht privatisierte Stammesland, das in Trust gehalten wird, 593,84 Acre.
Zu Erhalt ihrer Sprache legten die Älteren ein Wörterbuch mit 14.000 Einträgen an.

## Aktuelle Situation

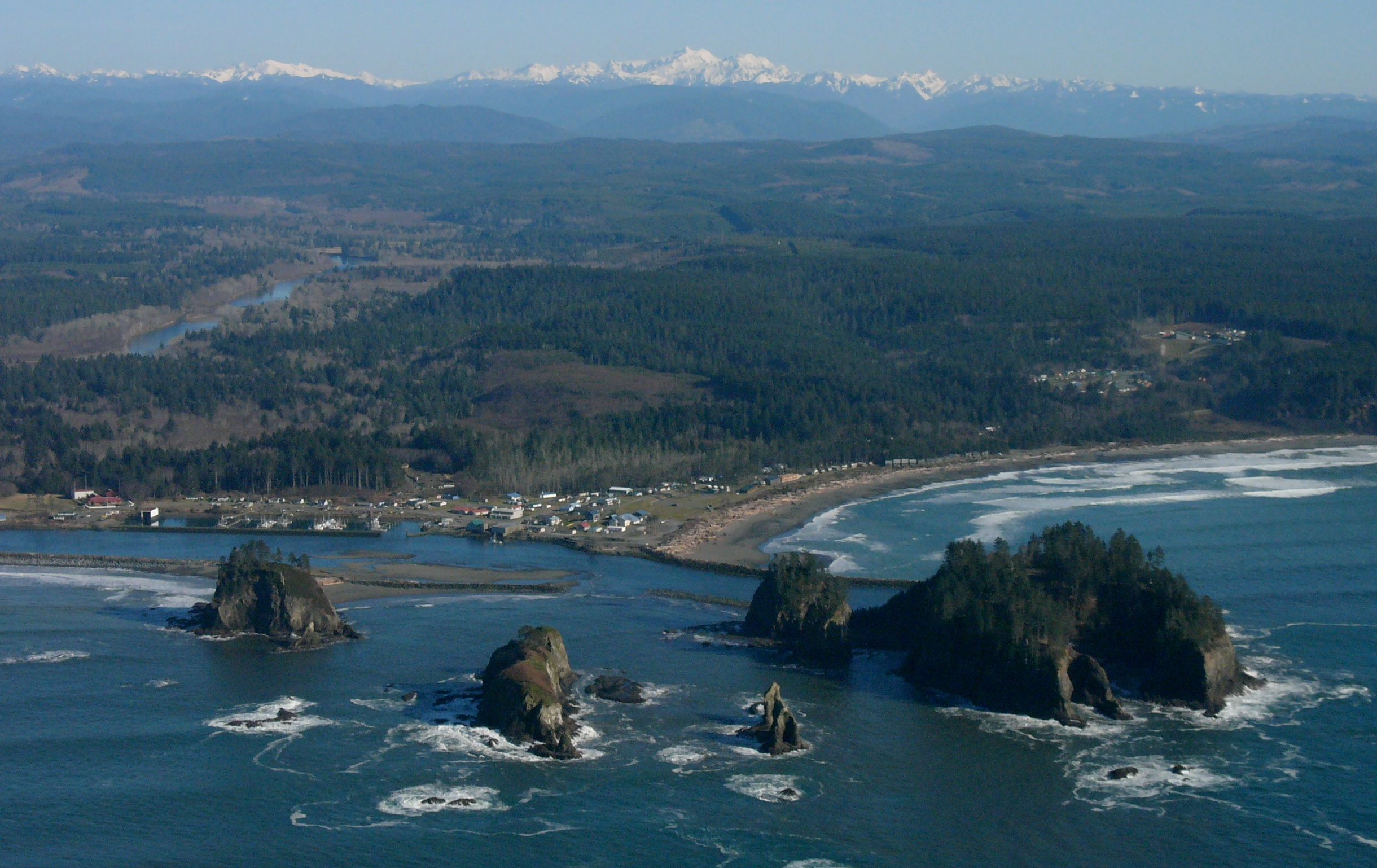
La Push, 2008

1985 zählte der Stamm 383 Mitglieder. Bei der Volkszählung des Jahres 2000 wurden 371 Menschen dem Reservat zugerechnet, das sich über 4,061 km² erstreckt. Davon waren über 300 Indianer. Die Mehrheit lebte außerhalb des Reservats. 2002 zählte man bereits 723 Mitglieder, von denen 400 in La Push lebten.
1997 feierten 23 Stämme auf Akalat die Wiederkehr der Hochseeschifffahrt mit dem Kanu. Seither fahren jährlich Kanus wieder zu den benachbarten Stämmen.
Der Stamm verfügt über ein Krankenhaus, eine eigene Gerichtsbarkeit und die dazugehörigen Exekutivorgane, und eine Schule, die bis K-12 führt. Dort findet auch der Sprachunterricht statt. Im Dorf leben Anhänger der Shaker Church, aber es existiert auch eine Kirche der Assembly of God, einer Gruppe der Pfingstbewegung.
Im Reservat befindet sich zudem ein Hotel, ein Campingplatz am First Beach, sowie verschiedene Hütten (cabins). Die Quileute Seafood Company bietet die Fangerträge aus dem Pazifik an, zudem wird die traditionelle Kunst gepflegt. Kunstwerke und Artefakte sollen in einem Museum neben dem Akalat Center präsentiert werden. In diesem Stammesbüro befinden sich bisher die Exponate.
Erb-Häuptling (hereditary chief) ist David Hudson.

### Medienpräsenz

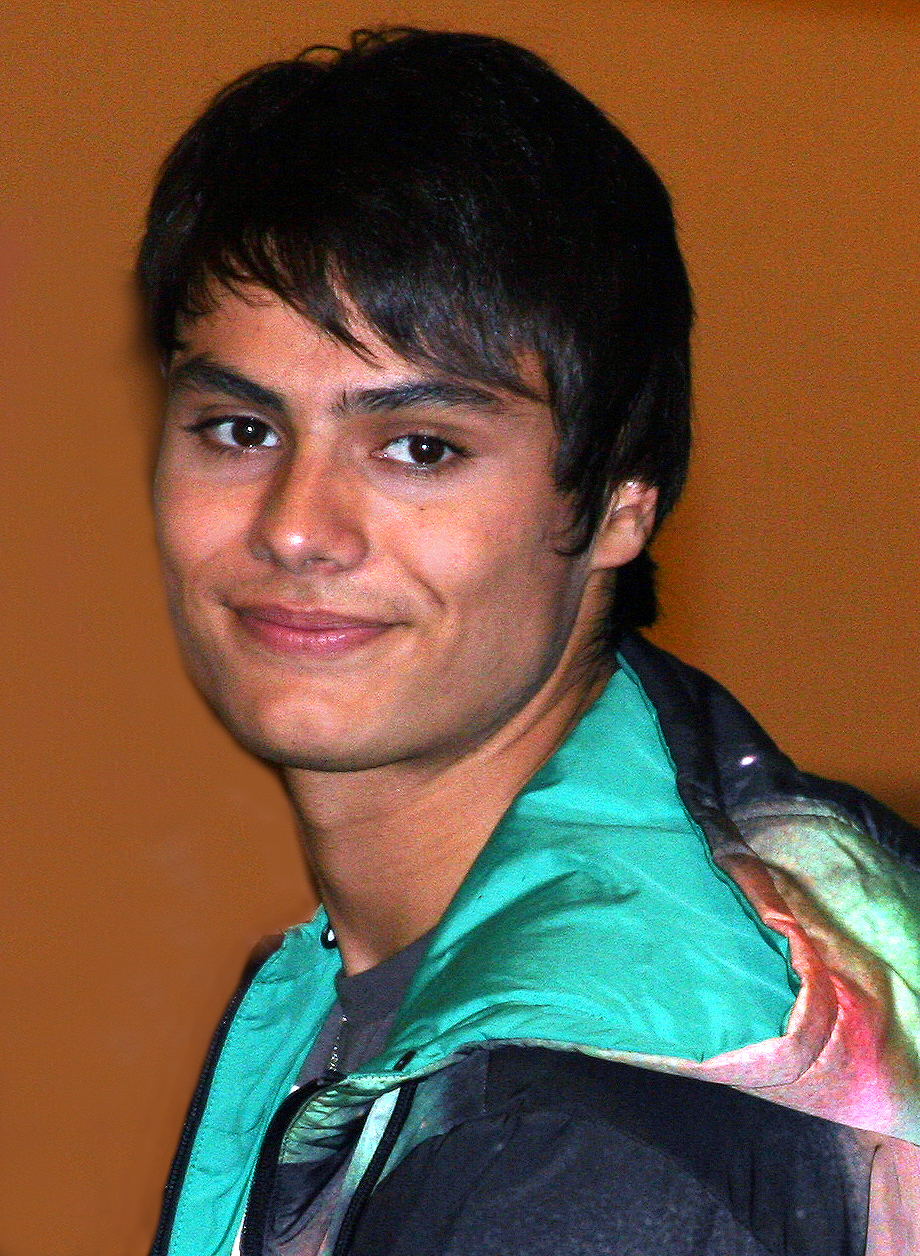
Kiowa Gordon (als Embry Call in der Twilight-Saga New Moon)

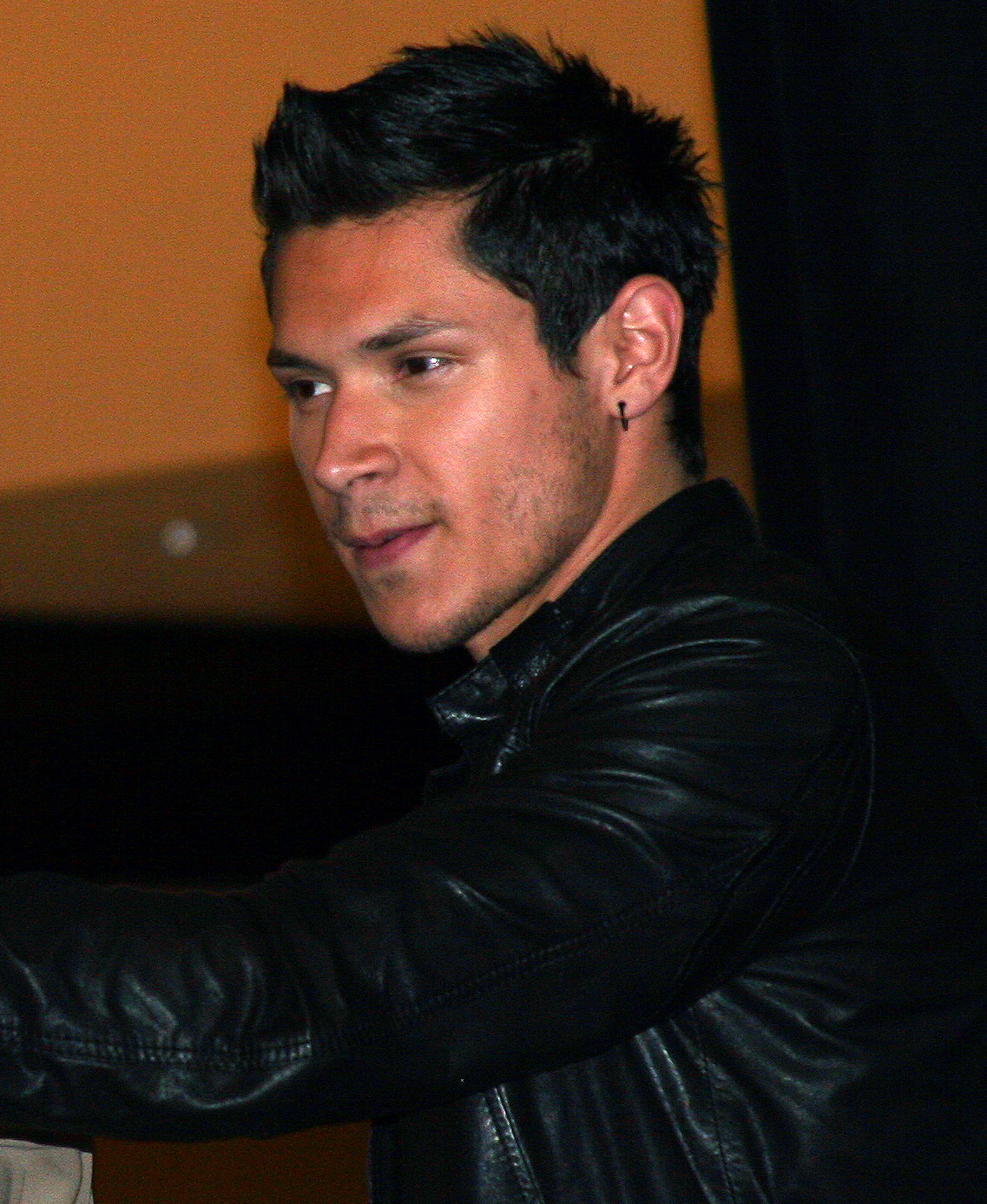
Alex Meraz (als Paul)

Die Quileute spielen eine bedeutende Rolle in der Twilight-Reihe, einer Roman-Reihe von Stephenie Meyer, die aus vier Bänden besteht. Einige Quileute verwandeln sich demnach zum Schutz vor Vampiren in Wölfe, darunter auch Jacob Black, eine der Schlüsselfiguren der Reihe. Jacob Black spricht die Sprache der Quileute, doch wird sein erster Satz in dieser Sprache im Film nicht übersetzt. Allein diese Tatsache hat offenbar ein erhebliches Interesse an der Sprache geweckt.
Im Juni 2009 beschloss der Stamm, Jackie Jacobs von der JTalentgroup als Publizisten zu engagieren. Sie sollte angesichts des zunehmenden Interesses der Öffentlichkeit für den Schutz und die Vermittlung der Quileute-Kultur Sorge tragen.
Dazu wurden Wochenendveranstaltungen eingerichtet, in denen die Fans – allein in den ersten zehn Monaten des Jahres 2009 zählte das Besucherzentrum in La Push über 70.000 Besucher – mehr über die Legenden erfahren können, von denen sich Stephenie Meyer hatte inspirieren lassen. Viele der jüngeren Quileute erfüllt es mit Stolz, dem Stamm anzugehören. Die Quileute Wolf Dancers treten bei Veranstaltungen im Zusammenhang mit dem Roman von Stephenie Meyer auf und setzen damit ihre Tradition fort. Mehr als 20 solcher conventions. waren für 2010 geplant.
Chaske Spencer, der in der Saga Sam Uley spielt, setzte sich 2011 für die Verbesserung der Trinkwasserversorgung im Reservat der Kickapoo ein. Er macht darüber hinaus auf soziale Probleme in den Reservaten aufmerksam, eine Kampagne, bei der er von Angehörigen des Stammes, aber auch der Prairie Band Potawatomi Nation, des Iowa Tribe und der Fox unterstützt wird.

### Besucher und ihr Verhalten
Vielen Besuchern ist weder klar, dass sie das Gebiet einer Nation betreten, die sich selbst als souverän betrachtet, noch, dass es Orte gibt, die nicht jedermann zugänglich sind. Das gilt insbesondere für heilige Stätten, für Zeremonien und für Grabstätten, die der Öffentlichkeit nicht zugänglich sind. Um Unannehmlichkeiten und Konflikte zu vermeiden, und religiöse Gefühle nicht zu verletzen, was fast immer auf Unwissenheit zurückgeht, hat der Stamm eine knappe Indian Country Etiquette auf seine Website gestellt. Diese Hinweise gelten nicht nur für Besucher, sondern auch für die Vertreter der Medien. So ruft es Empörung hervor, wenn Gräber fotografiert oder Zeremonien gefilmt werden. So hat sich MSN.com bereits wegen solch eines Vorfalls entschuldigt. Entsprechende Beschilderungen sollten daher respektiert werden, in Zweifelsfällen ist es besser, zu fragen. Dass Artefakte nicht berührt oder gar mitgenommen werden, sollte danach selbstverständlich sein.

### Ausstellung in Seattle
Im Seattle Art Museum eröffnete im Oktober 2010 eine Ausstellung mit dem Titel Behind the Scenes: The Real Story of the Quileute Wolves. Sie zeigt erstmals Kunstobjekte der Quileute. Die Stammesversammlung der Quileute hat auf Drängen der Älteren die Kuratorin des Museums für Native American art dazu autorisiert. Dabei arbeiten Ältere, junge Quileute und der Stammesrat mit ihr zusammen, um Objekte auszustellen, die die Öffentlichkeit noch nie zu Gesicht bekommen hat. Dennoch bleibt der private Charakter ihrer Kultur, die sich in Familien, Clans und Geheimgesellschaften vollzieht, erhalten.
Dabei musste der Stamm seit 1888 erhebliche Verluste an Kulturgütern hinnehmen. Neben der Brandstiftung von 1888, durch die zahlreiche Objekte in ihrem Langhaus vernichtet wurden, erwarb 1916 der Anthropologe Leo J. Frachtenberg für den Sammler George Gustav Heye aus New York zahlreiche Objekte. Dessen riesige Sammlung von fast einer Million Objekten erwarb 1989 das National Museum of the American Indian. Aus dieser Sammlung stammen 25 Objekte für die Ausstellung in Seattle, darunter ein Wolfskopfschmuck. Auch die meisten Quileute haben diese Objekte nie zuvor gesehen. Zu den Artefakten kommen Kinderzeichnungen, die auf Anregung des Lehrers Albert Reagan zwischen 1905 und 1909 entstanden sind.

### Tsunamigefahr, Verlegung eines Dorfes an einen höher gelegenen Ort
2011, nach der Nuklearkatastrophe von Fukushima, träumte eine der Älteren, DeAnna Hobson, mehrfach von einer Bedrohung durch einen möglichen Tsunami. Dem benachbarten Stamm der Hoh gestattete der Kongress im Dezember 2010 eine Ausweitung des Reservats, um einige Häuser in eine höher gelegene Zone zu verlegen. Daher beantragte Chairwoman Bonita Cleveland die Verlegung eines der drei Quileute-Dörfer von der Küste rund 280 m höher. Das vorgesehene Wohngebiet liegt allerdings außerhalb des Reservats im Olympic-Nationalpark und umfasst ein Gebiet von 785 Acre.

## Film und populäre Literatur
- Barbara Brotherton: Vampires, Wolves and Quileute Art. DVD. Seattle Art Museum, Seattle 2010.
- Antje Babendererde: Indigosommer. Arena-Verlag, Würzburg 2009, ISBN 978-3-401-06335-5.[21]
- Stephenie Meyer: "Twilight - Biss zum Morgengrauen"1) "New Moon - Biss zur Mittagsstunde"2) "Eclipse - Biss zum Abendrot"3) "Breaking Dawn - Biss zum Ende der Nacht"4) (im Carlsen Verlag erschienen)